# La neve del Vesuvio
La neve del Vesuvio è una raccolta di racconti di Raffaele La Capria pubblicato da Arnoldo Mondadori Editore nel 1988.

## Trama
La racconta comprende undici racconti:
1. Il tempo e il risveglio
2. L'io
3. Le sensazioni
4. L'identificazione
5. Le parole
6. Il mare
7. La bella giornata
8. Gli idealisti
9. L'avallo
10. Le iniziazioni
11. La neve del Vesuvio

I racconti sono ambientati a Napoli negli anni trenta-quaranta. Il tema principale comune dei racconti è l'infanzia e la primissima adolescenza del protagonista Tonino; vi è descritta, con grande delicatezza, l'inizio della sua consapevolezza del vivere.
Anche se nella presentazione l'autore nega si tratti di un'autobiografia avendo evitato «di evocare sul filo della memoria gli episodi o i ricordi di un'infanzia irripetibile», gli anni della sua giovinezza durante il secondo conflitto mondiale hanno probabilmente condizionato la stesura della raccolta.
La raccolta è divisa in undici racconti, nei quali il protagonista vive, prova nuove emozioni e nuove sensazioni, in altre parole cresce. Attorno al personaggio principale girano la madre, il padre, la tata, lo zio, gli amici. Ognuno di essi ricopre un ruolo importante (come accade con i luoghi in cui il protagonista vive) poiché tutti contribuiscono alla formazione della sua personalità e della sua coscienza. Con questo romanzo l'autore vuole sottolineare le piccole scoperte che un bambino può fare, anche inavvertitamente, mentre la vita scorre.
Il periodo storico in cui sono ambientate le vicende coincide con il consolidamento del regime fascista in Italia, con l'affermazione dell'ideologia comunista in Russia, ed in seguito con lo scoppio della seconda guerra mondiale.
Sono forti, dunque, i riferimenti storici. Nel racconto intitolato “Le iniziazioni” (il decimo), l'autore narra di una manifestazione a favore della dichiarazione di guerra dell'Italia alla Francia. La manifestazione si svolge sotto l'edificio scolastico frequentato da Tonino, con lo scopo di far scendere in strada più studenti possibili incitandoli a partecipare alla manifestazione e, quindi, ad abbandonare la scuola. In questo episodio nelle parole del professore - «Le idee non sono sempre sacre, ma le parole sì. Non fatevi incantare dalle parole. Imparate a usarle bene, non a gridarle. Neanche se le vedete scritte a caratteri cubitali sui muri. Neanche se tutti le urlano insieme nelle piazze» - si può facilmente intuire la posizione dello stesso autore.
L'ultimo racconto, che dà il titolo alla raccolta, tratta delle magnifiche giornate vissute da Tonino con i suoi amici nel parco nei pressi del quale abitava. Narra la loro spensieratezza, la gioventù, e il progetto di una gita all'osservatorio del Vesuvio, per toccare finalmente la neve ammirata tante e tante volte da così lontano (da uno dei palazzi più belli di Posillipo Donn'Anna).
Tutto cambiò dopo poco: la guerra era alle porte ed i fratelli Marshal, “inglesi nemici”, non erano al sicuro in Italia, per questo motivo decisero di partire. La guerra che trascina e tutto distrugge, annulla anche le affezioni e le emozioni che questi ragazzi provavano.
Combattere per l'Italia, per il Duce oppure seguire i famosi idealisti spesso citati nel libro, che portano avanti una politica antifascista e filo-socialista è la questione che incide sul carattere di Tonino.
Il libro si chiude con una fotografia di odio e di violenza. Tonino, infatti, litiga con Frank proferendo ingiurie agli inglesi e all'Inghilterra: nazione che non sapeva nemmeno dove si trovasse, ma della quale aveva sentito parlare in qualche manifestazione o della quale aveva letto il nome su qualche muro. Dopo il litigio si ritrova grondante di sangue, e con la certezza che quei momenti di ilarità e divertimento della gioventù sarebbero difficilmente ritornati, così come la neve del Vesuvio.
Dall'insieme dei racconti emerge una contrapposizione netta che è caratteristica stessa della vita umana: tutto è roseo, tutto è bello durante l'infanzia, ma quanto più si cresce tanto più si diventa consapevoli che è la vita a cambiare, a diventare ardua, amara ed ammantata di nostalgie e ricordi.

## Edizioni
- Raffaele La Capria, La neve del vesuvio, Arnoldo Mondadori Editore, 1988,  p. 105.

- Raffaele La Capria, La neve del Vesuvio; introduzione di Francesco Durante, Coll. Oscar narrativa 1124, Milano: A. Mondadori, 1991, 121 p., ISBN 88-04-34307-9
- Raffaele La Capria, «La neve del Vesuvio». In: Raffaele La Capria, Opere; a cura e con un saggio introduttivo di Silvio Perrella, Collezione I Meridiani, Milano: A. Mondadori, 2003, pp. 549-628, ISBN 88-04-51361-6

## Riconoscimenti
- Premio Grinzane Cavour per la narrativa nel 1989